# اساس البلاغه
اساس البلاغه اثر جارالله زمخشری؛ فرهنگنامهٔ اصطلاحات وابستهٔ بلاغت در زبان عربی با تمرکز بر قرآن است. نگارنده در دیباچه ی اثر بیان داشته که هدفش روشنگری اعجاز قرآن از راه بلاغت است.